# Ibrahima Conté (football, 1996)
Pour les articles homonymes, voir Ibrahima Conté et Conté.
Ibrahima Conté,  né le 3 avril 1996 à Conakry au Guinée, est un footballeur international guinéen qui évolue au poste de défenseur central.

## Biographie

### Carrière en club
Né le 3 avril 1996 à Conakry, Ibrahima Conté évolue au sein du club de la capitale du Satellite FC Conakry de 2013 à 2015. 
En septembre 2014, il passe un test avec le Toulouse FC qui se révèle non concluant. Le mois suivant, il est à nouveau testé, cette fois par le FC Lorient, et celui-ci s'avère positif. En janvier 2015, il signe un contrat de quatre ans en faveur des Merlus. Ibrahima Conté intègre alors l'équipe réserve évoluant en CFA.
Après deux saisons avec la réserve, Mickaël Landreau, entraîneur de l'équipe première, le lance en Ligue 2 en le titularisant contre l'US Quevilly-Rouen le 29 juillet 2017 (première journée, 1-1). En novembre 2017, il prolonge son contrat jusqu'en 2021. À l'issue de la saison 2017-2018, Ibrahima Conté joue 26 matchs (dont 25 titularisations) de Ligue 2 et marque de deux buts.
Au mercato d'été 2018, il est prêté pour une saison aux Chamois niortais. En février 2019, il est victime d'une rupture des ligaments croisés du genou, ce qui le rend indisponible six mois et lui fait rater la Coupe d'Afrique des nations 2019,,.
En juillet 2019, il est définitivement transféré aux Chamois niortais où il signe un contrat de quatre ans. En novembre 2019, il se blesse de nouveau aux ligaments croisés du genou.

### Carrière internationale
En août 2017, Ibrahima Conté est convoqué pour la première fois en équipe de Guinée par le sélectionneur Lappé Bangoura. Il s'agit d'une double confrontation face à la Libye, pour les éliminatoires de la Coupe du monde 2018, mais il n'entre pas en jeu.
En janvier 2022, il est retenu par le sélectionneur Kaba Diawara afin de participer à la Coupe d'Afrique des nations 2021 organisée au Cameroun.

### Vie privée
Le 26 novembre 2020, il est condamné à un an de prison dont six mois ferme pour violences conjugales et vols par le tribunal correctionnel de Niort. Il lui est également interdit d’entrer en contact avec son ancienne compagne. Après avoir été interpellé lors d’un entraînement sur le stade René-Gaillard par la police, il a été placé sous contrôle judiciaire le 12 juillet 2020.

## Statistiques

### Statistiques détaillées
| Saison                | Club                       | Championnat           | Championnat | Championnat | Championnat | Coupe nationale | Coupe nationale | Coupe nationale | Coupe de la Ligue | Coupe de la Ligue | Coupe de la Ligue | Autres compétitions | Autres compétitions | Autres compétitions | Autres compétitions | Total | Total | Total |
| Saison                | Club                       | Division              | M.          | B.          | P.d.        | M.              | B.              | P.d.            | M.                | B.                | P.d.              | Comp.               | M.                  | B.                  | P.d.                | M.    | B.    | P.d.  |
| 2017-2018             | FC Lorient                 | Ligue 2               | 26          | 2           | 0           | 3               | 0               | 0               | 1                 | 0                 | 0                 | -                   | -                   | -                   | -                   | 30    | 2     | 0     |
| 2018-2019             | Chamois niortais FC (prêt) | Ligue 2               | 18          | 2           | 0           | 2               | 0               | 0               | 1                 | 0                 | 0                 | -                   | -                   | -                   | -                   | 21    | 2     | 0     |
| 2019-2020             | Chamois niortais FC        | Ligue 2               | -           | -           | -           | -               | -               | -               | -                 | -                 | -                 | -                   | -                   | -                   | -                   | 0     | 0     | 0     |
| 2020-2021             | Chamois niortais FC        | Ligue 2               | 19          | 0           | 0           | 1               | 0               | 0               | -                 | -                 | -                 | BR                  | 1                   | 0                   | 0                   | 21    | 0     | 0     |
| 2021-2022             | Chamois niortais FC        | Ligue 2               | 28          | 0           | 0           | -               | -               | -               | -                 | -                 | -                 | -                   | -                   | -                   | -                   | 28    | 0     | 0     |
| 2022-2023             | Chamois niortais FC        | Ligue 2               | 21          | 1           | 1           | 1               | 0               | 0               | -                 | -                 | -                 | -                   | -                   | -                   | -                   | 22    | 1     | 1     |
| Sous-total            | Sous-total                 | Sous-total            | 86          | 3           | 1           | 4               | 0               | 0               | 1                 | 0                 | 0                 | -                   | 1                   | 0                   | 0                   | 92    | 3     | 1     |
| 2023-2024             | UTA Arad                   | SuperLiga             | 22          | 1           | 0           | -               | -               | -               | -                 | -                 | -                 | -                   | -                   | -                   | -                   | 22    | 1     | 0     |
| 2024-2025             | UTA Arad                   | SuperLiga             | 33          | 0           | 0           | 2               | 0               | 0               | -                 | -                 | -                 | -                   | -                   | -                   | -                   | 35    | 0     | 0     |
| Sous-total            | Sous-total                 | Sous-total            | 55          | 1           | 0           | 2               | 0               | 0               | -                 | -                 | -                 | -                   | -                   | -                   | -                   | 57    | 1     | 0     |
| Total sur la carrière | Total sur la carrière      | Total sur la carrière | 167         | 6           | 1           | 9               | 0               | 0               | 2                 | 0                 | 0                 | -                   | 1                   | 0                   | 0                   | 179   | 6     | 1     |

### En sélection nationale
| Saison                | Sélection             | Phases finales        | Phases finales | Phases finales | Phases finales | Éliminatoires | Éliminatoires | Éliminatoires | Matchs amicaux | Matchs amicaux | Matchs amicaux | Total | Total | Total |
| Saison                | Sélection             | Compétition           | M              | B              | Pd             | M             | B             | Pd            | M              | B              | Pd             | M     | B     | Pd    |
| --------------------- | --------------------- | --------------------- | -------------- | -------------- | -------------- | ------------- | ------------- | ------------- | -------------- | -------------- | -------------- | ----- | ----- | ----- |
| 2017-2018             | Guinée                | -                     | -              | -              | -              | 2             | 0             | 0             | -              | -              | -              | 2     | 0     | 0     |
| 2018-2019             | Guinée                | -                     | -              | -              | -              | 4             | 0             | 0             | -              | -              | -              | 4     | 0     | 0     |
| 2020-2021             | Guinée                | -                     | -              | -              | -              | 1             | 0             | 0             | 2              | 0              | 0              | 3     | 0     | 0     |
| 2021-2022             | Guinée                | CAN 2021              | 4              | 0              | 0              | 2             | 0             | 0             | 3              | 0              | 0              | 9     | 0     | 0     |
| 2022-2023             | Guinée                | -                     | -              | -              | -              | -             | -             | -             | 1              | 0              | 0              | 1     | 0     | 0     |
| 2023-2024             | Guinée                | -                     | -              | -              | -              | 1             | 0             | 0             | 2              | 0              | 0              | 3     | 0     | 0     |
| 2024-2025             | Guinée                | -                     | -              | -              | -              | 7             | 0             | 0             | -              | -              | -              | 7     | 0     | 0     |
| Total sur la carrière | Total sur la carrière | Total sur la carrière | 4              | 0              | 0              | 17            | 0             | 0             | 8              | 0              | 0              | 29    | 0     | 0     |

### Liste des matchs internationaux
| Matchs internationaux de Ibrahima Conté | Matchs internationaux de Ibrahima Conté | Matchs internationaux de Ibrahima Conté                       | Matchs internationaux de Ibrahima Conté | Matchs internationaux de Ibrahima Conté | Matchs internationaux de Ibrahima Conté | Matchs internationaux de Ibrahima Conté                         |
|                                         | Date                                    | Lieu                                                          | Adversaire                              | Résultats                               | Compétitions                            | Notes                                                           |
| --------------------------------------- | --------------------------------------- | ------------------------------------------------------------- | --------------------------------------- | --------------------------------------- | --------------------------------------- | --------------------------------------------------------------- |
| 1.                                      | 7 octobre 2017                          | Stade du 28-Septembre, Conakry, Guinée                        | Tunisie                                 | 1 - 4                                   | Éliminatoires de la Coupe du monde 2018 | Titulaire.                                                      |
| 2.                                      | 11 novembre 2017                        | Stade des Martyrs, Kinshasa, République démocratique du Congo | RD Congo                                | 3 - 1                                   | Éliminatoires de la Coupe du monde 2018 | Titulaire.                                                      |
| 3.                                      | 9 septembre 2018                        | Stade du 28-Septembre, Conakry, Guinée                        | Centrafrique                            | 1 - 0                                   | Éliminatoires de la CAN 2019            | Titulaire.                                                      |
| 4.                                      | 12 octobre 2018                         | Stade du 28-Septembre, Conakry, Guinée                        | Rwanda                                  | 2 - 0                                   | Éliminatoires de la CAN 2019            | Titulaire.                                                      |
| 5.                                      | 16 octobre 2018                         | Kigali Pelé Stadium, Kigali, Rwanda                           | Rwanda                                  | 1 - 1                                   | Éliminatoires de la CAN 2019            | Titulaire.                                                      |
| 6.                                      | 18 novembre 2018                        | Stade du 28-Septembre, Conakry, Guinée                        | Côte d'Ivoire                           | 1 - 1                                   | Éliminatoires de la CAN 2019            | Rentre en jeu à la 58e minute à la place de Simon Falette.      |
| 7.                                      | 24 mars 2021                            | Stade du 28-Septembre, Conakry, Guinée                        | Mali                                    | 1 - 0                                   | Éliminatoires de la CAN 2021            | Titulaire.                                                      |
| 8.                                      | 5 juin 2021                             | Antalya Stadyumu, Antalya, Turquie                            | Togo                                    | 0 - 2                                   | Match amical                            | Titulaire.                                                      |
| 9.                                      | 11 juin 2021                            | Emirhan Sport Center, Manavgat, Turquie                       | Niger                                   | 2 - 1                                   | Match amical                            | Titulaire et remplacé par Saïdou Sow à la 46e minute de jeu.    |
| 10.                                     | 12 novembre 2021                        | Stade Général Lansana Conté, Conakry, Guinée                  | Guinée-Bissau                           | 0 - 0                                   | Éliminatoires de la Coupe du monde 2022 | Titulaire.                                                      |
| 11.                                     | 16 novembre 2021                        | Complexe sportif Moulay-Abdallah, Rabat, Maroc                | Maroc                                   | 3 - 0                                   | Éliminatoires de la Coupe du monde 2022 | Titulaire.                                                      |
| 12.                                     | 3 janvier 2022                          | Stade Amahoro, Kigali, Rwanda                                 | Rwanda                                  | 3 - 0                                   | Match amical                            | Titulaire.                                                      |
| 13.                                     | 6 janvier 2022                          | Stade Amahoro, Kigali, Rwanda                                 | Rwanda                                  | 0 - 2                                   | Match amical                            | Titulaire.                                                      |
| 14.                                     | 10 janvier 2022                         | Stade omnisports de Bafoussam, Bafoussam, Cameroun            | Malawi                                  | 1 - 0                                   | CAN 2021                                | Titulaire.                                                      |
| 15.                                     | 14 janvier 2022                         | Stade omnisports de Bafoussam, Bafoussam, Cameroun            | Sénégal                                 | 0 - 0                                   | CAN 2021                                | Titulaire.                                                      |
| 16.                                     | 18 janvier 2022                         | Stade Ahmadou-Ahidjo, Yaoundé, Cameroun                       | Zimbabwe                                | 2 - 1                                   | CAN 2021                                | Titulaire.                                                      |
| 17.                                     | 24 janvier 2022                         | Stade omnisports de Bafoussam, Bafoussam, Cameroun            | Gambie                                  | 0 - 1                                   | CAN 2021                                | Titulaire.                                                      |
| 18.                                     | 25 mars 2022                            | Stade des Éperons d'or, Courtrai, Belgique                    | Afrique du Sud                          | 0 - 0                                   | Match amical                            | Titulaire.                                                      |
| 19.                                     | 27 septembre 2022                       | Stade de la Licorne, Amiens, France                           | Côte d'Ivoire                           | 3 - 1                                   | Match amical                            | Titulaire.                                                      |
| 20.                                     | 21 mars 2024                            | Stade Roi-Abdallah, Djeddah, Arabie saoudite                  | Vanuatu                                 | 6 - 0                                   | Match amical                            | Titulaire.                                                      |
| 21.                                     | 25 mars 2024                            | Stade Roi-Abdallah, Djeddah, Arabie saoudite                  | Bermudes                                | 5 - 1                                   | Match amical                            | Titulaire.                                                      |
| 22.                                     | 6 juin 2024                             | Stade Nelson-Mandela, Alger, Algérie                          | Algérie                                 | 1 - 2                                   | Éliminatoires de la Coupe du monde 2026 | Rentre en jeu à la 90e minute à la place de Julian Jeanvier.    |
| 23.                                     | 6 septembre 2024                        | Stade des Martyrs, Kinshasa, République démocratique du Congo | RD Congo                                | 1 - 0                                   | Éliminatoires de la CAN 2025            | Rentre en jeu à la 46e minute à la place de Julian Jeanvier.    |
| 24.                                     | 10 septembre 2024                       | Stade Charles-Konan-Banny, Yamoussoukro, Côte d'Ivoire        | Tanzanie                                | 1 - 2                                   | Éliminatoires de la CAN 2025            | Titulaire.                                                      |
| 25.                                     | 12 octobre 2024                         | Stade Alassane-Ouattara, Abidjan, Côte d'Ivoire               | Éthiopie                                | 4 - 1                                   | Éliminatoires de la CAN 2025            | Titulaire et remplacé par Antoine Conte à la 65e minute de jeu. |
| 26.                                     | 15 octobre 2024                         | Stade Alassane-Ouattara, Abidjan, Côte d'Ivoire               | Éthiopie                                | 0 - 3                                   | Éliminatoires de la CAN 2025            | Rentre en jeu à la 71e minute à la place de Antoine Conte.      |
| 27.                                     | 16 novembre 2024                        | Stade Alassane-Ouattara, Abidjan, Côte d'Ivoire               | RD Congo                                | 1 - 0                                   | Éliminatoires de la CAN 2025            | Titulaire.                                                      |
| 28.                                     | 19 novembre 2024                        | Stade Benjamin Mkapa, Dar es Salam, Tanzanie                  | Tanzanie                                | 1 - 0                                   | Éliminatoires de la CAN 2025            | Titulaire.                                                      |
| 29.                                     | 21 mars 2025                            | Stade Alassane-Ouattara, Abidjan, Côte d'Ivoire               | Somalie                                 | 0 - 0                                   | Éliminatoires de la Coupe du monde 2026 | Rentre en jeu à la 85e minute à la place de Mohamed Ali Camara. |